# Gunnar Helander (1915–2006)
Gunnar Manfred Helander, född den 20 mars 1915 i Vänersborg, död den 15 mars 2006, var en svensk missionär och domprost i Västerås. Han var son till prosten Gunnar Helander.

## Biografi
Helander blev teologie kandidat vid Lunds universitet 1937, filosofie magister 1958 och teologie licentiat 1964. Han gjorde sig känd som skribent om rasproblemen i Sydafrika, där han arbetade som missionär åren 1938–1956. Under en stor del av 1900-talet hade han en framträdande plats inom Svenska Kyrkans Mission.
Tillbaka i Sverige tjänstgjorde han som kyrkoherde i Karlskoga församling 1958–1966, kontraktsprost i Visnums kontrakt 1962–1966 och som domprost i Västerås 1966–1983.
Helander var ordförande i regeringens Sydafrikakommitté och var länge ledamot i styrelsen för SIDA. Han var också vice ordförande i Defence and Aid, en hjälporganisation för människor som fängslats i Sydafrika för sina åsikter.